# Xã Fairview, Quận Luzerne, Pennsylvania
Xã Fairview (tiếng Anh: Fairview Township) là một xã thuộc quận Luzerne, tiểu bang Pennsylvania, Hoa Kỳ. Năm 2010, dân số của xã này là 4.520 người.